# Lázaro Cárdenas, Huitiupán
Lázaro Cárdenas är en ort i Mexiko.   Den ligger i kommunen Huitiupán och delstaten Chiapas, i den sydöstra delen av landet, 700 km öster om huvudstaden Mexico City. Lázaro Cárdenas ligger 1 201 meter över havet och antalet invånare är 565.
Terrängen runt Lázaro Cárdenas är bergig söderut, men norrut är den kuperad. Runt Lázaro Cárdenas är det ganska tätbefolkat, med 104 invånare per kvadratkilometer. Närmaste större samhälle är Simojovel de Allende, 4,8 km sydväst om Lázaro Cárdenas. I omgivningarna runt Lázaro Cárdenas växer i huvudsak städsegrön lövskog.